# Waterloo (bier)
Waterloo is een Belgisch bier.

## Achtergrond
De Brasserie du Marché uit Eigenbrakel brouwde tot haar sluiting in 1971 een "Waterloo"-bier. In 2005 werd het biermerk nieuw leven ingeblazen door de ondernemer Adrien Desclée de Maredsous, die het, in een donkere en een blonde versie, liet brouwen bij Brasserie du Bocq in Purnode. In de marketing van het bier werd het verbonden met de Slag bij Waterloo: Britse soldaten zouden er in 1815 moed uit hebben geput vooraleer ten strijde te trekken. Met dit marketingverhaal werd het bier door het bedrijfje van Desclée uitgevoerd naar het buitenland. Brasserie du Bocq mocht het bier intussen als een eigen merk op de Belgische markt verdelen.
In 2013 ging Desclée een samenwerking aan met Anthony Martin van John Martin, die het bier in binnen- en buitenland ging verdelen. Martin kocht ook de historische hoeve van Mont-Saint-Jean, die in 1815 dienstdeed als veldhospitaal, om er een microbrouwerij annex café-restaurant in te richten. De grote volumes worden echter elders gebrouwen. Sindsdien is het assortiment uitgebreid tot momenteel (2016) zes variëteiten.

## De bieren
- Waterloo Strong Dark, een donker dubbel bier van hoge gisting met een alcoholpercentage van 8,0%.
- Waterloo Triple Blond, een blonde tripel met een alcoholpercentage van 8,0%
- Waterloo Strong Kriek, een versnijbier (hooggegist bier met kriekenlambiek) met een alcoholpercentage van 8%
- Waterloo Cuvée Impériale, een robijnrood bier met een alcoholpercentage van 9,4%, enkel in grote flessen van 75 cl
- Waterloo Récolte, een lichtblond bier van hoge gisting met een alcoholpercentage van 6%, enkel van het vat te verkrijgen
- Waterloo Dark Récolte, een donker van bier van hoge gisting met een alcohelpercentage van 6%, enkel van het vat te verkrijgen

### Voormalige bieren
- Waterloo Double 8 Dark, een donker dubbel bier van hoge gisting met een alcoholpercentage van 8,5%.
- Waterloo Triple 7 Blond, een blonde tripel met een alcoholpercentage van 7,5%.